# Interkolumnium

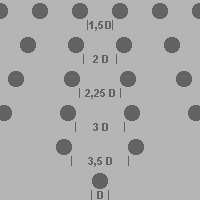
Avståndsförhållande mellan kolonner.

Interkolumnium (av latinets inter ’mellan’ och columna ’kolonn’) är avståndet mellan två kolonner, mätt med kolonndiametern vid basen. Redan under antiken var det en omdebatterad fråga om hur många kolonndiametrar som skulle skilja kolonnerna i ett grekiskt tempel.